# Pia Christmas-Møller
Pia Christmas-Møller (* 21. Januar 1961 in Kjellerup, Silkeborg) ist eine dänische Politikerin der Konservativen Volkspartei. Sie war von 1998 bis 1999 Parteiführerin. Um den Jahreswechsel 2007/08 verließ sie Partei und Fraktion und blieb bis 2011 fraktionslose Abgeordnete im Folketing.

## Beruf
Pia Christmas-Møller absolvierte 1979 das Gymnasium in Kolding. Anschließend arbeitete sie ein Jahr als Aushilfslehrerin in der Nordvangskole in Haslev. 1981–1983 war sie bei der konservativen Parlamentsfraktion als politische Mitarbeiterin tätig. Danach war sie vier Jahre bei der Arbeitslosenversicherung der Selbständigen (Danske Næringsdrivendes Arbejdsløshedskasse) angestellt.

## Politik
Pia Christmas-Møller trat 1977 in den konservativen Jugendverband Konservativ Ungdom ein. Zwei Jahre später wurde sie dessen Vorsitzende und damit auch Mitglied im Vorstand der Konservativen Volkspartei. Von 1987 bis 2011 war sie Parlamentsabgeordnete.
Am 20. März 1998 wurde sie in der Fraktion zur Parteiführerin und Politischen Sprecherin gekürt. Nach anhaltenden Flügelstreitigkeiten musste sie diese Position jedoch schon am 2. August 1999 an Bendt Bendtsen übergeben. 2001 erhielt sie den Posten als Politische Sprecherin zurück, 2005 wurde sie zusätzlich Sprecherin der Fraktion für Außenpolitik.
Am 5. Dezember 2007 erklärte sie ihren Austritt aus der konservativen Folketingsfraktion. Dabei kritisierte sie hierarchische Führungsstrukturen und eine mangelhafte Debattenkultur. Ihr war nach der Parlamentswahl 2007 außerdem der wichtige Posten der politischen Sprecherin entzogen worden. Mit ihrem Austritt geriet die Parlamentsmehrheit der Regierung Anders Fogh Rasmussen II ins Wanken. Als Christmas-Møller ankündigte, gegen einen Regierungsentwurf zur Asylpolitik zu stimmen, drohte ihr der Parteivorsitzende Bendt Bendtsen mit einem Parteiausschluss. Dem kam sie am 22. Januar 2008 durch einen Austritt zuvor. Kurz vor der Folketingswahl 2011 kehrte sie in die Partei zurück und sollte als Kandidatin im Wahlbezirk Københavns Storkreds aufgestellt werden. Ihre schnelle Kür stellte sich jedoch als unvereinbar mit den Parteistatuten heraus, so dass sie nicht erneut um einen Sitz im Parlament kämpfen konnte.
Pia Christmas-Møller ist eine Großnichte von John Christmas Møller, konservativer Parteiführer zwischen 1928 und 1947.